# Domingo Cisma
Domingo Cisma González (Sevilla, 9 februari 1982) is een Spaanse professionele voetballer die bij voorkeur als linksback speelt. Hij tekende in juli 2015 een contract tot medio 2018 bij Córdoba CF.

## Erelijst
Atlético Madrid
- Copa del Rey

2012/13